# 斯氏麗鰻
斯氏麗鰻（學名：Callechelys springeri）為輻鰭魚綱鰻鱺目糯鰻亞目蛇鰻科的其中一種，分布於墨西哥灣東部海域，棲息深度為22-36公尺，體長達80.1公分，棲息於底層水域，屬肉食性。

## 擴展閱讀
維基物種上的相關：斯氏麗鰻